# Indijski mangovec
Indijski mangovec (znanstveno ime Mangifera indica) je tropsko drevo iz družine rujevk. Njegovo ime izvira iz besede mango, kakor imenujejo v Indiji plod tega drevesa ter latinskega izraza fero - nosim.

## Opis
Indijski mangovec je veliko drevo, ki doseže višino do 30 metrov in ima široko razraslo krošnjo. Listi so usnjati, suličasti in temno zelene barve. V dolžino dosežejo do 35 cm in imajo valovit rob, nasajeni pa so na kratkih pecljih. 
Cvetovi so združeni v kobulasta socvetja rumenkaste ali rdečkaste barve. Na istem socvetju so lahko hkrati moški in ženski cvetovi, ki lepo dišijo.
Iz oplojenih cvetov se razvijejo jajčasti koščičasti plodovi, ki so sprva zeleni, kasneje pa postanejo rumeni do rumeno rdeči. Dolgi so od 5 do 20 cm. 
Vrsta se je razvila pred približno 4.000 leti, iz severovzhodne Indije pa so jo okoli leta 400 do 500 zanesli v vzhodno Azijo. V 15. stoletju so drevo prinesli tudi na Filipine, v 16. stoletju pa še v Afriko in Brazilijo.

## Razširjenost in uporabnost
Drevo danes uspeva po celem tropskem pasu, vzgajajo pa ga tudi v rastlinjakih. Drevo se razmnožuje s semeni, iz katerih dobijo drevesca, na katere kasneje cepijo drevo z želenimi lastnostmi. Plodovi drevesa, ki zraste iz semena imajo namreč neprijeten vonj, osemenje pa je zelo vlaknato in ni preveč okusno. 
Osemenje ima lepo rumeno barvo in prijeten vonj. Poleg tega je sadež izjemno okusen in hranljiv. V indijski prehrani predstavlja pomemben vir prehrane.